# Thomisus obtusesetulosus
Thomisus obtusesetulosus är en spindelart som beskrevs av Roewer 1961. Thomisus obtusesetulosus ingår i släktet Thomisus och familjen krabbspindlar.
Artens utbredningsområde är Senegal. Inga underarter finns listade i Catalogue of Life.